# Saint-Martin-les-Eaux
Saint-Martin-les-Eaux – miejscowość i gmina we Francji, w regionie Prowansja-Alpy-Lazurowe Wybrzeże, w departamencie Alpy Górnej Prowansji.

## Demografia
Według danych na rok 1990 gminę zamieszkiwało 69 osób, a gęstość zaludnienia wynosiła 8 osób/km². W styczniu 2015 r. Saint-Martin-les-Eaux zamieszkiwało 110 osób, przy gęstości zaludnienia wynoszącej 12,7 osób/km².